# C/2019 Y4 (ATLAS)
C/2019 Y4 (ATLAS) war ein Komet, der im Jahr 2020 ein auffälliges Objekt am Nachthimmel zu werden versprach. Er zerfiel jedoch zuvor und erreichte nicht mehr eine ausreichende Helligkeit, um mit bloßem Auge beobachtet zu werden.

## Entdeckung und Beobachtung
Der Komet wurde am Morgen des 28. Dezember 2019 (Ortszeit) vom Asteroid Terrestrial-impact Last Alert System (ATLAS) auf Hawai’i bei einer Helligkeit von etwa 19,5 mag entdeckt und von Larry Denneau als möglicherweise kometenhaft eingestuft. Nachträglich konnte er bereits auf Aufnahmen nachgewiesen werden, die am 20. Dezember von der Catalina Sky Survey gemacht worden waren. Bei seiner Entdeckung war der Komet noch etwa 2,9 AE von der Sonne und 2,4 AE von der Erde entfernt. Er befand sich damit im Bereich des Asteroidengürtels und bewegte sich weiter auf die Sonne zu.
Seine Helligkeit stieg rasch an und hatte Anfang März etwa 12 mag und Mitte März bereits etwa 9 mag erreicht. Es zeichnete sich ab, dass der Komet bis zum Zeitpunkt seines Periheldurchgangs Ende Mai eine ungewöhnliche Helligkeit erreichen könnte. Vorausberechnungen basierend auf der Helligkeitsentwicklung anderer Kometen ließen Helligkeiten zwischen 0 und 2 mag erwarten, was ihn zu einem „Großen Kometen“ machen könnte. Zumal er für Beobachter auf der Nordhalbkugel in mittleren Breiten während der ganzen Zeit zirkumpolar wäre und somit die ganze Nacht hindurch im Norden beobachtet werden könnte.

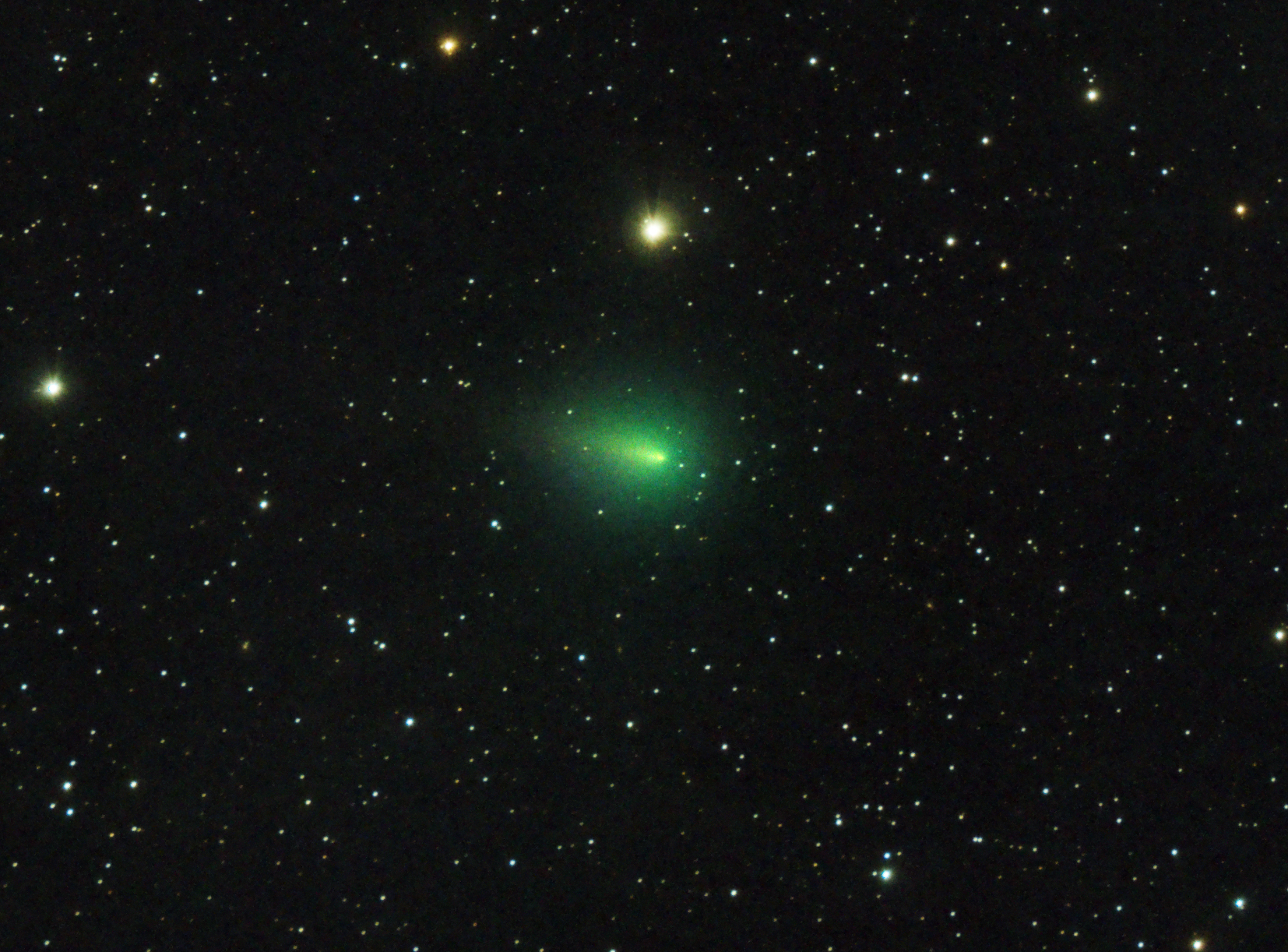
Komet ATLAS am 8. April. Der Kern verliert bereits seine Kondensation

Die Helligkeit, die gegen Ende März schon unter 8 mag lag, steigerte sich von da ab aber überraschenderweise nicht weiter, sondern ging wieder langsam zurück. Zugleich konnte am 6. April gemeldet werden, dass der Komet sein Aussehen verändert hatte und möglicherweise dabei war zu zerbrechen. Dies bestätigte sich in den folgenden Tagen und im April wurde beobachtet, dass der Kometenkern bereits in über 20 größere und kleinere Teile zerfallen war, die sich voneinander entfernten. Die vier größten davon erhielten die Bezeichnungen C/2019 Y4-A bis -D und konnten jeweils noch einige Tage bis Wochen weiter verfolgt werden, bevor sie sich völlig in diffuse Staubwolken auflösten. Die letzten Beobachtungen erfolgten am 16. Mai 2020.

## Wissenschaftliche Auswertung
Bereits wenige Tage nach der Entdeckung des Kometen wurde durch den Amateurastronomen M. Meyer angemerkt, dass die Bahnelemente des Kometen eine auffallende Ähnlichkeit mit denen des Großen Kometen C/1844 Y1 besitzen. Es wurde daraufhin vielfach die Frage gestellt, ob dies ein reiner Zufall sei.
Dies wurde von M. Hui und Qu. Ye näher untersucht. Sie hatten den Kometen ab Mitte Januar am Xingming-Observatorium in China beobachtet, bis gegen Ende März die Helligkeitszunahme stockte. Während der ganzen Zeit war der Komet auch blauer geworden und war zum Zeitpunkt seiner größten Helligkeit sogar blauer als die Sonne, vermutlich weil immer wieder hochvolatile Substanzen aus seinem Inneren durch die zunehmende Sonneneinstrahlung aktiviert wurden und als Gas austraten. Aus der Lichtkurve wurde der Radius des Kerns zu mindestens 60 m abgeschätzt, eine obere Grenze konnte nicht angegeben werden. Die Staubkörner im Schweif hatten einen Radius von 10–40 µm, sie wurden Anfang März mit etwa 30 m/s und Ende des Monats mit etwa 80 m/s ausgestoßen.
Für die Bahnelemente des Kometen konnten Hui und Ye eine nicht-gravitative Lösung aus den Beobachtungen vom 1. Januar bis 2. April mit guter Genauigkeit ermitteln. Auffallend dabei war eine enorme radiale nicht-gravitative Beschleunigung. Da diese nicht charakteristisch für die vollständige Umlaufbahn des Kometen sein kann, wurde auch eine rein gravitative Bahnbestimmung vorgenommen, zu der aber nur der Teil der Beobachtungsdaten von Anfang Januar bis Anfang März verwendet wurde, bei deren Erfassung die nicht-gravitativen Effekte noch keine signifikante Rolle spielten. Zur Untersuchung eines möglichen Zusammenhangs mit dem Kometen C/1844 Y1 wurde auch für diesen ein neuer Satz Bahnelemente bestimmt. Aus den Daten konnte mit hoher Wahrscheinlichkeit zurückgeschlossen werden, dass die beiden Kometen einen gemeinsamen Vorfahren hatten, aus denen die beiden vor etwa 5000 Jahren um die Zeit seines Vorbeigangs an der Sonne durch ein Zerfallsereignis hervorgingen. Die beiden Bruchstücke entfernten sich damals mit mindestens 1 m/s voneinander, so dass sie nach einem Umlauf um die Sonne erst mit einem zeitlichen Abstand von etwa 175,5 Jahren wieder zurückkehrten.
Mit der Solar Wind ANisotropies (SWAN)-Kamera an Bord des Solar and Heliospheric Observatory (SOHO) wurde der Komet vom 1. März bis Anfang Juli im ultravioletten Licht der Lyman-α-Linie des Wasserstoffatoms beobachtet. Daraus konnte die Produktionsrate von Wasser und deren zeitliche Veränderung bestimmt werden.
Bei photometrischen und spektroskopischen Untersuchungen am 14. und 16. März 2020 am 6-m-Teleskop des Selentschuk-Observatoriums in Russland wurden zahlreiche Emissionslinien von CN, C2, C3 und NH2 beobachtet. Die Produktionsraten von C2/CN und C3/CN entsprachen denen typischer Kometen. Basierend auf einer dynamischen Untersuchung der Umlaufbahnen der Kometen C/1844 Y1 und C/2019 Y4 (ATLAS) wurde hier jedoch postuliert, dass die beiden Kometen keinen gemeinsamen Vorläufer hätten.
Vor und nach dem Zerfall des Kometen wurde er vom 15. März bis 6. Mai am Ussuriysk Astrophysical Observatory in Russland polarimetrisch beobachtet. Das Zerfallsereignis war gekennzeichnet durch eine starke Erhöhung der Polarisation und eine Häufigkeit von absorbierendem Material. Dies bildete sich wieder zurück, als die kohlenstoffhaltigen Partikel durch den Sonnenwind verweht wurden. Die Beobachtungen zeigen, dass das ursprünglich in den Kometen enthaltene Material extrem kohlenstoffreich ist. Wenn ein Komet mehrfach in Sonnennähe kommt, bildet sich daraus eine beständige Kruste auf der Oberfläche. Polarimetrische Beobachtungen können Aufschluss geben über diesen Grad der Verwitterung eines Kometen. Der Komet ATLAS ähnelte während der meisten Zeit darin dem Kometen C/1995 O1 (Hale-Bopp).

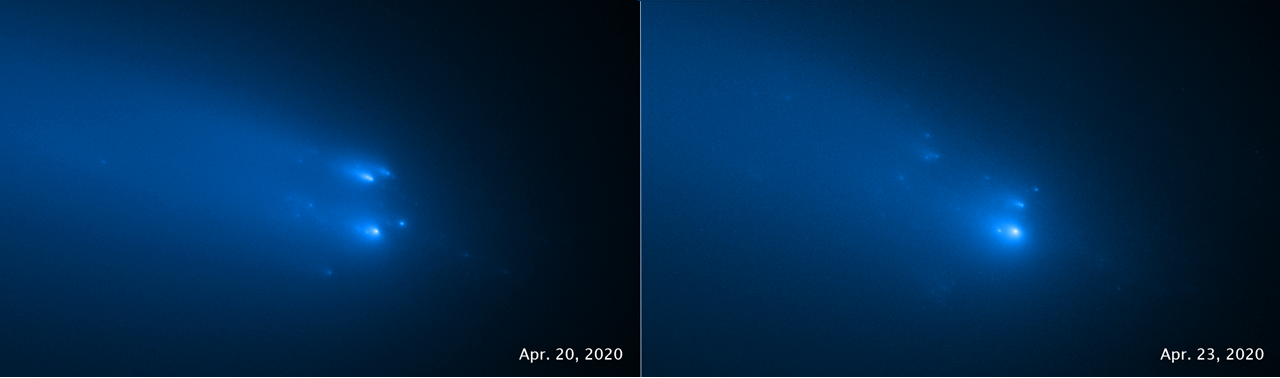
Die Bruchstücke von C/2019 Y4 (ATLAS) am 20. und 23. April 2020, aufgenommen vom HST

Bei einer Beobachtungskampagne vom 20. bis 23. April wurde der Komet ATLAS dreimal mit der Wide Field Camera 3 (WFC3) des Hubble-Weltraumteleskops (HST) beobachtet. Die Untersuchungen ergaben, dass die vom Boden als zwei diskrete Fragmente erkannten C/2019 Y4-A und C/2019 Y4-B in Wirklichkeit zwei Anhäufungen von kleineren Bruchstücken waren. Jede Anhäufung bestand aus einigen Dutzend Trümmern bis herab zu etwa 10 m Größe. Der Komplex A befand sich deutlich im Zustand einer kompletten Auflösung, während Komplex B weitgehend intakt blieb, obwohl sie beide ursprünglich nahezu gleich hell waren. Komplex A war wohl erst wenige Tage zuvor entstanden aus einem vielleicht 100 m großen Fragment, während Komplex B zum Zeitpunkt der Beobachtungen etwa 2 Wochen alt war (Fragment -C hatte sich bereits aufgelöst, Fragment -D war möglicherweise ein Beobachtungsartefakt). Die Fragmente bewegten sich mit Geschwindigkeiten von etwa 10 m/s von ihrem Ausgangspunkt weg, was deutlich mehr ist als bei den meisten zerbrechenden Kometen. Dies könnte durch Instabilitäten des durch unsymmetrische Ausgasungen immer schneller rotierenden Kerns oder durch einen explosiven Vorgang verursacht worden sein, bei dem Gase unter hohem Druck aus dem Inneren des Kerns entwichen, was auch zu der bläulichen Verfärbung des Kometen passen würde.
Es wurde daher angenommen, dass der Komet ATLAS aus dem (Wasser- und CO-)Eis-reichen Inneren eines Vorläuferkometen entstand, der vor etwa 5000 Jahren zerbrach. Dies könnte passiert sein, als der Vorläuferkomet sein Perihel bereits durchlaufen hatte und sich bereits mehr als 1,5 AE von der Sonne entfernt hatte. Dadurch wäre sein eisiges Innere damals von der Sonnenhitze beim Periheldurchgang abgeschirmt geblieben, bei der jetzigen Annäherung des Bruchstücks in Gestalt des Kometen ATLAS an die Sonne aber zerfallen. Das andere große Bruchstück dieses Zerfalls des Vorläuferkometen, der Komet C/1844 Y1, hätte seine erneute Annäherung an die Sonne überstanden, weil er vielleicht weniger Eis enthielt. Dies bleibt aber spekulativ wegen Mangels an Daten.
Vom 24. Mai bis 6. Juni durchflogen die Überreste des Kometen auch das Blickfeld des Heliospheric Imager 1 (HI-1) an Bord der Raumsonde STEREO-A. Es konnte dabei nur noch eine ausgedehnte, leicht diffuse Spur entlang seiner Umlaufbahn festgestellt werden, keine Fragmente und kein Gasschweif.
Die Raumsonde Solar Orbiter sollte nach Berechnungen während ihres ersten Perihels im Juni 2020 bei einem Sonnenabstand von etwa 0,5 AE möglicherweise durch den Schweif des Kometen ATLAS geflogen sein. Es wurde daher in den Messdaten der Sonde besonders nach damit zusammenhängenden Effekten gesucht. Dabei wurden im fraglichen Zeitraum ab 4. Juni Veränderungen im Magnetfeld bis zu einer völligen Richtungsumkehr, eine Verlangsamung und Dichteänderung des Sonnenwindes sowie vermehrtes Auftreten von Staub und energiereichen Ionen gefunden, was ursächlich mit dem Kometenschweif in Verbindung gebracht wurde.
Da für den Kometen hinreichende Daten vorlagen über die auf ihn einwirkenden nicht-gravitativen Kräfte durch Ausgasung insbesondere von Wasser und ebenso über die Menge an sublimierendem Wasser (für den Kometen standardisiert in 1 AE Abstand von der Sonne in der Größenordnung von 1,0∙1028 Molekülen pro Sekunde, entsprechend etwa 300 kg/s), konnte in einer Untersuchung von 2022 der Radius des Kometenkerns mit zwei verschiedenen Methoden neu abgeschätzt werden. Es wurde dafür ein Wert von 0,2–0,5 km gefunden. Ein so kleiner Kometenkern war prädestiniert für eine zunehmend beschleunigte Rotation, ausgelöst durch Ausgasungsdrehmomente von sublimierendem Wassereis, was als plausibelste Erklärung schließlich zu seinem Zerfall führte.

## Umlaufbahn
Für den Kometen konnte aus 1244 Beobachtungsdaten über einen Zeitraum von 148 Tagen eine langgestreckte elliptische Umlaufbahn bestimmt werden, die um rund 45° gegen die Ekliptik geneigt ist. Die Bahn des Kometen verläuft damit schräg gestellt gegen die Bahnebenen der Planeten. Hätte er sich nicht im April aufgelöst, so hätte er den sonnennächsten Punkt (Perihel) am 31. Mai 2020 durchlaufen, er wäre dann etwa 37,8 Mio. km von der Sonne entfernt gewesen und hätte sich im Bereich innerhalb der Umlaufbahn des Merkur befunden. Der Komet erfuhr vor seinem Zerfall keine nennenswerten Annäherungen an die äußeren oder inneren Planeten. Am 22. Mai wäre er in etwa 75,9 Mio. km an der Venus vorbeigegangen und am 23. Mai hätte er mit etwa 116,8 Mio. km (0,78 AE) die größte Annäherung an die Erde erreicht.
Der Komet bewegte sich auf einer extrem langgestreckten elliptischen Bahn um die Sonne. Nach den rein gravitativen Bahnelementen, wie sie von Hui und Ye angegeben wurden, hatte seine Bahn lange vor dem Erreichen des inneren Sonnensystems noch eine Exzentrizität von etwa 0,99913 und eine Große Halbachse von etwa 289 AE, so dass seine Umlaufzeit bei etwa 4920 Jahren lag. Die letzte Passage durch das innere Sonnensystem könnte daher um das Jahr −2900 erfolgt sein.